# Zelf (Jung)
In de jungiaanse psychoanalyse is het Zelf als organisatieprincipe van de persoonlijkheid het centrale archetype. Het omvat de bewuste en onbewuste psyche en verenigt de persoonlijkheid door de archetypen en hun manifestaties in complexen te harmoniseren. Het Zelf is volgens Jung zowel het centrum als de totaliteit van de persoonlijkheid.
Het Zelf, volgens Jung, is als psychische totaliteit het belangrijkste en moeilijkst te begrijpen archetype. Het is het product van individuatie, gedefinieerd als de integratie van de persoonlijkheid. De weg naar zelfkennis en zelfverwerkelijking die dit proces op gang brengt, begint omstreeks de middelbare leeftijd. Zelfkennis leidt tot zelfverwerkelijking, maar dit vergt voortdurende inspanning en discipline. Voor Jung zou kennis van het Zelf ons levensdoel moeten zijn.
Wat de jungiaanse psychologie onderscheidt van andere theorieën is het idee dat er twee centra van de persoonlijkheid bestaan: het Ik is het centrum van de bewuste identiteit, terwijl het Zelf het centrum is van de totaal-persoonlijkheid, die het bewuste, het onbewuste en het uiterlijke Ik omvat. Het Zelf, als centrum van de psyche, is autonoom, wat betekent dat het buiten tijd en ruimte bestaat. Jung zelf noemt het een imago dei, een godsbeeld. Het Zelf is zowel het geheel als  het centrum. Jung vat het Zelf op als iets dat slechts beperkt kan worden ervaren door een persoon:
[...] Hoezeer we ons ook bewust mogen maken, altijd zal er nog een onbepaalde hoeveelheid van het onbewuste blijven bestaan, die eveneens tot de totaliteit van het Zelf behoort. En zo zal het Zelf altijd een grootheid blijven die boven ons staat— Jung: Persoonlijkheid en overdracht; Individuatie
Het Zelf is de bron van dromen en wordt daarin vaak weergegeven als een autoritaire figuur die in staat is om de toekomst waar te nemen en als gids op te treden. Omdat het Zelf zich manifesteert in dromen kan men het leren kennen door zijn dromen te bestuderen. Volgens Jung is het Zelf door Oosterlingen, met hun rituele oefeningen zoals yogameditaties, gemakkelijker te doorgronden dan voor een Westerling.